# 가면라이더 리바이스
《가면라이더 리바이스》(일본어: 仮面ライダーリバイス 카멘라이다 리바이스[*], 영어: Kamen Rider ReVice)은 레이와 라이더의 세번째 작품으로, 2021년 9월 5일 부터 2022년 8월 28일 까지 방영했다.

## 스토리
이가라시 일가는 목욕탕 「행복탕」 을 운영하는 지극히 평범한 가족, 장남 잇키는 정의감이 강하고 보살핌을 좋아하는 뜨거운 남자, 이전부터 때때로 기묘한 악마의 속삭임이 자신의 안쪽에서 들리는 듯한 느낌이 있었지만, 특별히 신경쓰는 일 없이 무시하고 있었다.
잇키에게 있어서 무엇보다 소중한 것은 가족이고, 그 가족과 마을 사람들이 모이는 행복탕이었다.
하지만 행복탕이 도시 재개발 요청에 의해 퇴거를 강요당하고 있는 사정이 당장 눈 앞의 고민거리였다.
그러던 어느 날, 잇키 가족은 갑자기, 데드맨즈가 이끄는 괴인 군단의 습격에 조우!
잇키는 소중한 것을 지키고 싶다는 일념으로부터 자신의 체내에 머물고 있던 악마의 존재를 깨닫고, 그 속삭임에 처음으로 귀를 기울인다.
그리고, 「독을 가지고 독을 제압한다」의 정신으로 악마 바이스와 계약, 가면라이더로 변신한다.

## 등장인물
이가라시 잇키 - 마에다 켄타로 / 가면라이더 리바이
가면라이더 리바이스의 주인공 중 하나. 목욕탕 「행복탕」을 운영하는 이가라시 가의 장남, 정의감이 강하고 참견쟁이이며, 뜨거운 마음만은 누구에게도 지지 않는 남자. 어떤 곤란스러운 일이라도 "형에게 맡겨둬!" 라고 웃는 얼굴로 떠 맡아 버린다. 예전부터 이따금씩 악마의 속삭임이 들려왔지만 욕심 없는 성격이라 전혀 흥미를 가지지 않았다. 그러나 데드맨즈의 습격이 닥쳤을 때 가족을 지키고 싶은 마음으로 자신에게 깃들어 있던 악마(바이스)의 속삭임에 처음으로 귀를 기울여 계약을 맺고 가면라이더 리바이로 변신한다. 가면라이더 시리즈중 특이하게 모든 가족이 언급/생존 상태이다. 후반부까지는 불명
바이스 - 키무라 스바루 / 가면라이더 바이스
가면라이더 리바이스의 주인공 중 하나.잇키의 내면에 잠들어 있는 악마로,소원은 자신만의 고유 육체를 갖는 것. 평소에는 연기 형태로 존재해 잇키 말고는 어느 누구도 그 존재를 인지하지 못하지만 가면라이더 바이스로 변신하면 실체화된다. 계약조건은 목욕이며,제작 발표회 중에도 잇키에게 목욕하자고 재촉한다. 단,실체화를 위해 잇키의 변신이 가능해야 한다.
기프 - 이노우에 카즈히코
가면라이더 리바이스의 등장인물. 악마 숭배 집단 데드맨즈가 궁극적으로 숭배하는 존재로, 모든 악마들의 시초이다. 데드맨즈(악의 집단)의 목적은 이 기프를 현대에 부활시키는 것이다.

## 주제가
- 오프닝

liveDevil - Da-iCE Feat. 키무라 스바루

## 평가
| 이전 가면라이더 세이버 2020년 9월 6일 ~ 2021년 8월 29일 | 제 3대 레이와 가면라이더 시리즈 2021년 9월 5일 ~ 2022년 8월 28일 | 다음 가면라이더 기츠 2022년 9월 4일 ~ 2023년 8월 27일 |